# كرارا

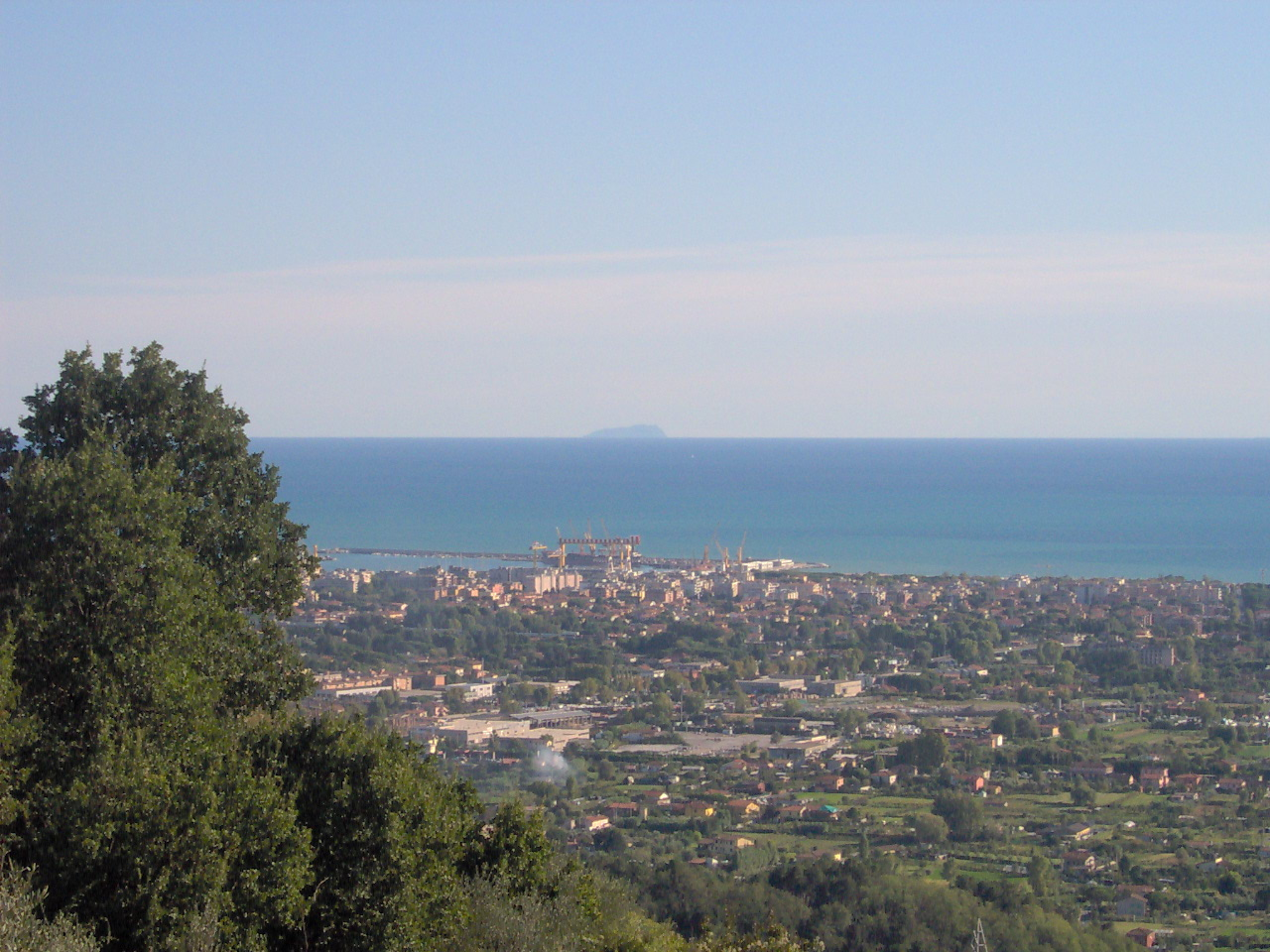
صورة لمرفأ كــَــرّارا من التلال المحيطة بها

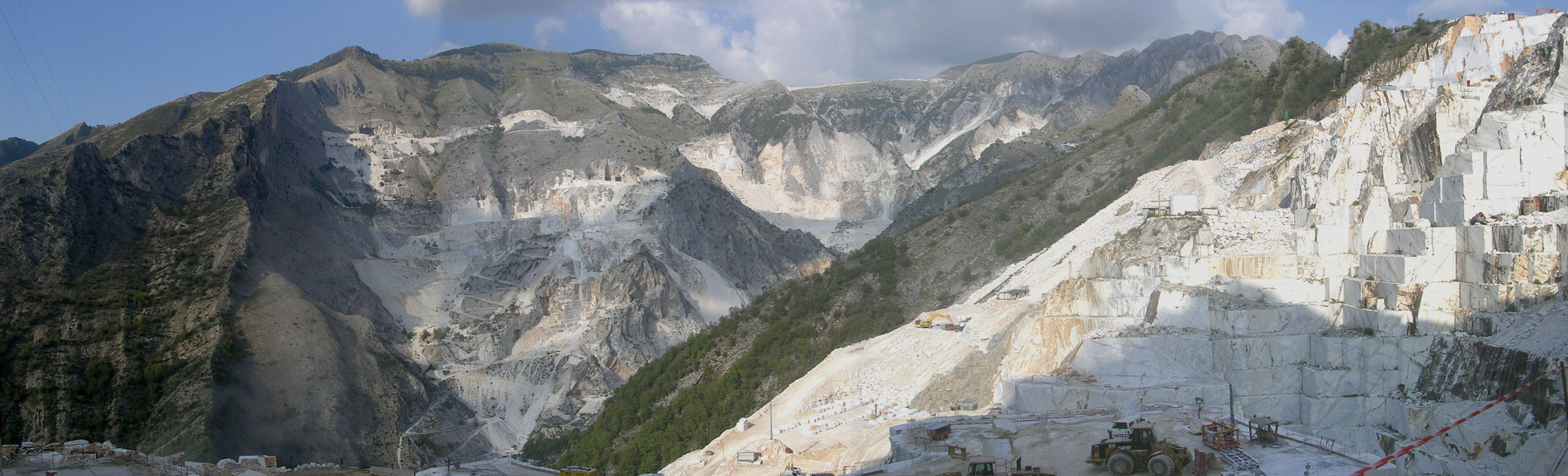
مناجم كــَــرّارا

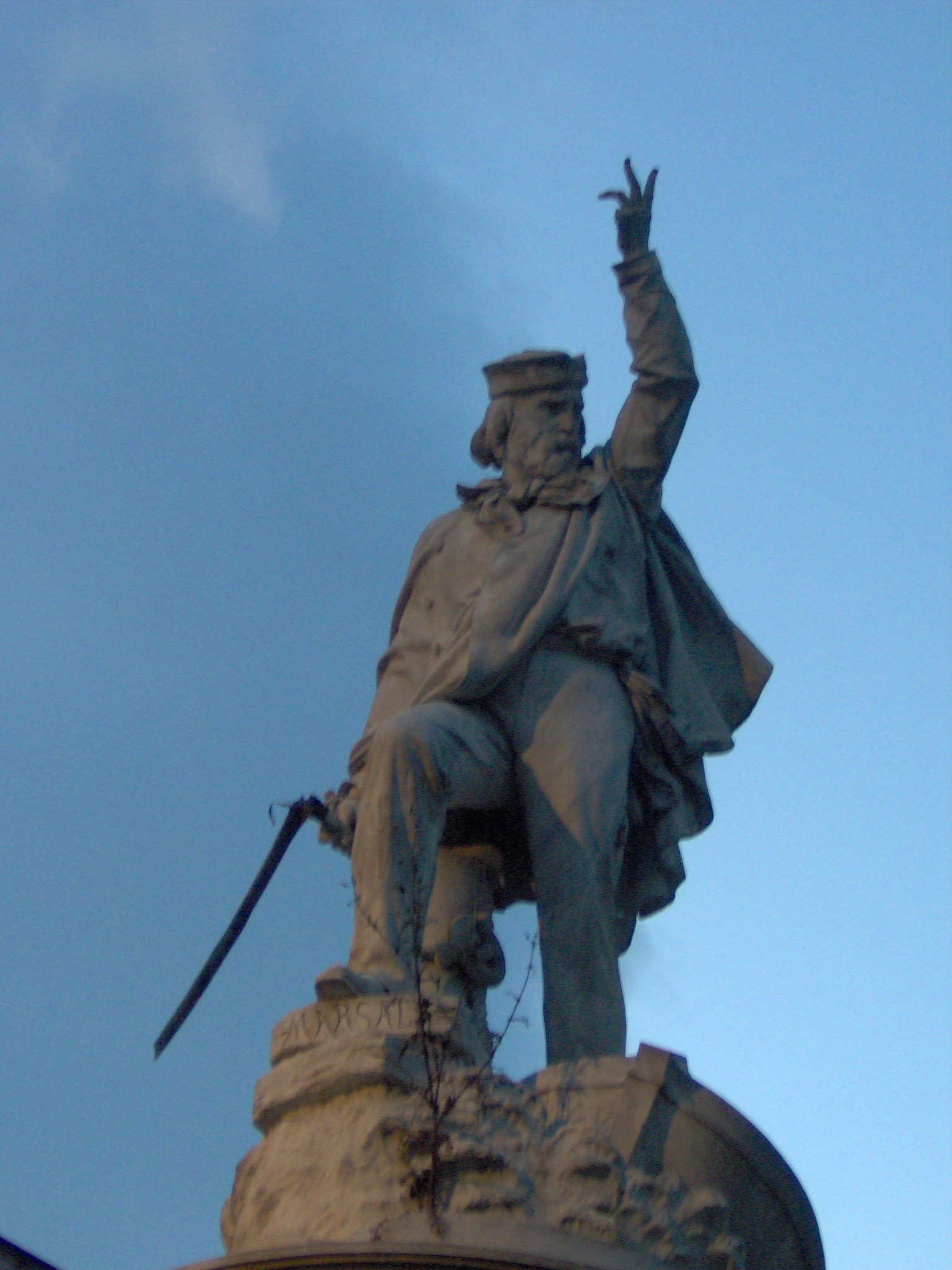
تمثال غاريبالدي

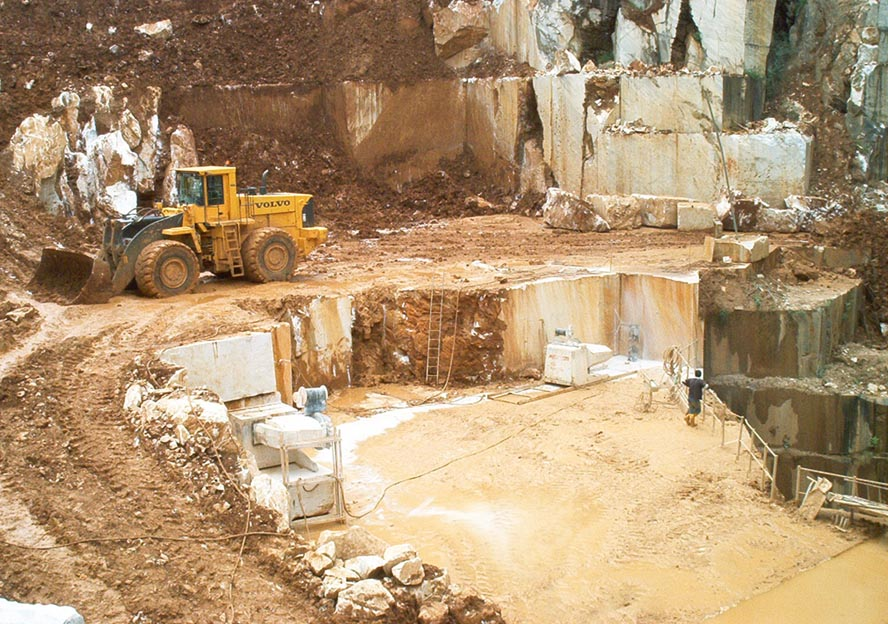
منجم رخام كــَــرّارا

كــَــرّارا (Carrara) مدينة إيطالية تقع في مقاطعة ماسا كرارا ضمن إقليم توسكانا، عدد سكانها 65.021 ساكن.
تقع على نهر كاريوني، وتبعد حوالي 100 كم شمال غرب فلورنسا.
وتعتبر هذه المدينة من أهم مراكز إنتاج الرخام في إيطاليا ويعرف هذا النوع من الرخام باسم رخام كرارا وهو رخام أبيض اكتسب شهرته بلونه الأبيض النقي ويتم استخراجه من جبال الألب القريبة.
من بين معالم المدينة كاتدرائية القرن الثاني عشر، والقصر الدوقي العائد إلى القرن السادس عشر وهو الآن مقر لأكاديمية للفنون الجميلة.

## السكان
في سنة 1861 بلغ عدد السكان 18٬344 نسمة، وتطور العدد ليصل في سنة 2011 لـ 64٬689 نسمة.
يظهر هذا المخطط البياني تطور النمو السكاني لـ كرارا

## التاريخ
أنشئت بلدية كــَــرّارا القروسطية في عام 1235.
حكمها على مر القرون: بيزا (1235) ولوكا (1322) وجنوى (1329) وميلانو (1343). بعد وفاة فيليبو ماريا فيسكونتي حاكم ميلانو في عام 1477، استولى عليها تومازو كامبوغريغوزو سيد سارزانا وآل مالاسبينا.
كــَــرّارا وماسا شكلتا دوقية كرارا وماسا من القرن الخامس عشر وحتى القرن التاسع عشر.
في عام 1929 دُمجت بلديات كــَــرّارا وماسا مونتينيوزو في بلدية واحدة، سميت Apuania. وفي عام 1945 أُعيد الوضع السابق.
كــَــرّارا هي مكان ميلاد الاتحاد الدولي للفوضويون International Federation of Anarchists، الذي شكل في عام 1968.

## توأمة
لكرارا اتفاقيات توأمة مع كل من:
- يريفان
- إنغولشتات (2 يونيو 1962 -)
- غراس
- Rønne [الإنجليزية]‏
- أوبولي (11 نوفمبر 2000 -)[6]
- نوفيلدا
- أسونسيون
- Bray, County Wicklow [الإنجليزية]‏
- كراغوييفاتس

## أعلام
- بيلجرينو روسي
- جويندالينا بوفون
- كريستيانو زانيتي
- جورجو موريني
- كلاوديو غراسي
- جان باتيست فريديريك ديسماريه